# U.S. Bitonto
Unione Sportiva Bitonto là một câu lạc bộ bóng đá Ý có trự sở tại Bitonto, Apulia. Đội hiện đang chơi ở Serie D. Màu áo của đội là đen và xanh lá cây.